# Parallelia dianae
Parallelia dianae är en fjärilsart som beskrevs av Kobes. Parallelia dianae ingår i släktet Parallelia och familjen nattflyn. Inga underarter finns listade i Catalogue of Life.